# Klavdij I.
Tiberij Klavdij Neron Druz Germanik (latinsko Tiberius Claudius Nero Drusus Germanicus; krajše Klavdij I.), rimski cesar, * 1. avgust 10 pr. n. št., Lugdunum, Lugdunska Galija, † 13. oktober 54, Rim.
Klavdij I. je bil tretji rimski cesar julijsko-klavdijske dinastije; vladal je med leti 41 do 54. Bil je prvi rimski cesar, ki se je rodil zunaj Rima.

## Klavdij pred nastopom vlade
Klavdij je bil član uglednega rodu Klavdijcev in drugi sin Druza starejšega - kateri je bil sin cesarice Livije (žena cesarja Avgusta) - in Antonije mlajše. Stari oče po materini strani je bil slavni rimski vojskovodja in državnik in neuspešen Avgustov tekmec Mark Antonij. Druz starejši in Antonija mlajša sta imela kasneje še hčerko Livijo mlajšo (13 pr. n. št.). Njegov starejši brat hje bil priljubljen rimski vojskovodja Germanik (15 pr. n. št.). Ko se je rodbina Klavdijcev prepletla z vladajočo dinastijo Julijcev, je postalo mogoče, da bi lahko nekoč zavladal tudi on. Toda možnosti so bile sprva le majhne, saj je bil Klavdij šibkega zdravja, povrhu pa je še jecljal, tako da ni bil vzor idealnega Rimljana. Njegov brat Germanik je bil sposoben vojskovodja in je veljal celo za možnega Avgustovega naslednika, toda cesar je predvsem na pobudo žene Livije posinovil njenega sina in bodočega cesarja Tiberija (stric Germanika in Klavdija) pod pogojem, da le-ta posinovi Germanika. V času Tiberijeve vladavine so Klavdija odrinili na stran, kar je izkoristil za izobraževanje. Bil je dober poznavalec zgodovine in slovnice, kar mu je kasneje prineslo status bolje izobraženega cesarja (kot vladar je uvedel v rimsko abecedo tri nove črke, vendar se niso obdržale). Prvo javno funkcijo je opravljal šele pod Kaligulo, ko sta bila skupaj leta 37 konzula. V času Gajeve tiranije je Klavdij preživel le zato, ker je veljal za neke vrste dvornega norčka, saj ga nihče ni jemal resno

## Klavdijev nastop in značilnosti njegove vladavine
Po Gajevi smrti je pretorijanska garda senatu vsilila Klavdija kot novega vladarja - navsezadnje je bil edini še živ Avgustov sorodnik. Klavdij je gardo za izkazano zvestobo nagradil in se zapisal v zgodovino kot prvi cesar, ki si je zagotovil oblast s pomočjo vojske. Za časa svoje vladavine je uvedel kar nekaj reform z namenom učvrstiti centralno oblast in hkrati oživiti stare republikanske običaje. Vzpon osvobojencev v cesarski upravi je značilnost Klavdijevega časa. Takšni so bili Polibij, Kalist in najpomembnejši Narcis, ki je skrbel za Klavdijevo korespodenco. Dalje je Klavdij uvedel vrsto novosti na sodnem področju, npr. stalno cesarsko sodišče na forumu, ki mu je predsedoval sam. Noben cesar pred njim se ni toliko posvečal sodstvu kot on. Znak pospeševanja romanizacije je sprejem Galcev  iz Transalpinske Galije v senat, saj je Klavdij s tem Italiji zanikal posebno mesto v imperiju. V samem Rimu se je grški kulturni vpliv še povečal, saj se je cesar oblačil v grškem slogu.
Vrsta ediktov priča o cesarjevi skrbi za province in s tem za državo.

## Zunanja politika
Prvič po Avgustovih vojnah se je Rimski imperij precej ozemeljsko razširil. Klavdij je dokončal osvajanje severozahodne Afrike oz. Mavretanije, toda največji podvig njegovega časa je pohod na Britanijo leta 42. Rimljani so zasedli le jugovzhodni del Otoka, kjer so živela že dokaj civilizirana galska plemena, in osnovali provinco Britanijo. Klavdij sam jo je obiskal tik pred koncem vojaških operacij in nato v Rimu praznoval velik triumf. Senat mu je podelil naziv Britanik. Nekaj vojaških prask je Klavdij imel tudi s Partskim cesarstvom, vendar le-ta zaradi državljanske vojne ni predstavljala resne nevarnosti do prihoda Vologasa II. na prestol. Na Balkanu so osnovali provinco Moesio po ukinitvi dveh klientelnih državic.

## Problem nasledstva in Klavdijeva smrt
Klavdij je bil večkrat poročen. Zelo vplivna je bila žena Mesalina, ki je skušala Klavdija odstraniti z državnim udarom, vendar je bila pri tem neuspešna in usmrčena. Z njo je cesar imel sina Britanika in hčer Oktavijo. Še vplivnejša je bila cesarjeva zadnja žena Agripina mlajša, hči Klavdijevega brata Germanika. Da bi se lahko oženil z njo, je Klavdij v senatu izsilil zakon, po katerem so dovolili poroke med strici in nečakinjami. Agripina je imela iz prejšnjega zakona sina Lucija Domicija in mu je hotela zagotoviti cesarski prestol. Dosegla je, da ga je Klavdij posinovil in postavil kot naslednika skupaj z Britanikom, hkrati pa je odstranjevala Klavdiju zveste osvobojence iz uprave. Ker pa je Klavdij v zadnjih letih vlade postajal paranoičen in je kazal vidne znake nezadovoljstva nad Lucijem oz. Neronom, kot je dobil ime po posinovljenju, je Agripina leta 54 dala cesarja umoriti. Pretorijanska garda je za naslednika takoj oklicala Nerona.
| Klavdij I. Julijsko-Klavdijska rodbinaRojen: 1. avgust 10 pr. n. št. Umrl: 13. oktober 54 |                    |                  |
| Vladarski nazivi                                                                          |                    |                  |
| Predhodnik: Kaligula                                                                      | Rimski cesar 41-54 | Naslednik: Neron |